# Entrages
Entrages – miejscowość i gmina we Francji, w regionie Prowansja-Alpy-Lazurowe Wybrzeże, w departamencie Alpy Górnej Prowansji.

## Demografia
Według danych na rok 1990 gminę zamieszkiwały 92 osoby, a gęstość zaludnienia wynosiła 4 osoby/km². W styczniu 2015 r. Entrages zamieszkiwało 117 osób, przy gęstości zaludnienia wynoszącej 5,2 osób/km².